# Episodi di Don Matteo (quattordicesima stagione)

Logo della quattordicesima stagione della serie

La quattordicesima stagione della serie televisiva Don Matteo è andata in onda in prima visione su Rai 1 dal 17 ottobre al 19 dicembre 2024.
Ambientata per la sesta volta nella città umbra di Spoleto, vede l'uscita di scena, alla fine della prima puntata, dei co-protagonisti delle precedenti tre stagioni, il Capitano Anna Olivieri (Maria Chiara Giannetta) e il PM Marco Nardi (Maurizio Lastrico), che si trasferiscono a Roma subito dopo la celebrazione del loro matrimonio. A prendere il loro posto sono, rispettivamente, il nuovo Capitano Diego Martini (Eugenio Mastrandrea) e la nuova PM Vittoria Guidi (Gaia Messerklinger). Altre novità sono l'arrivo a Spoleto di Giulia Mezzanotte (Federica Sabatini), sorella di Don Massimo (Raoul Bova), e lo sporadico ritorno dell'ex Capitano Giulio Tommasi (Simone Montedoro) accompagnato da sua figlia Martina (Roberta Volponi), ormai adolescente. Inoltre, nonostante non siano fisicamente presenti sul set, compaiono tramite immagini d'archivio i personaggi di Don Matteo (Terence Hill) e Patrizia Cecchini (Pamela Saino). 
| nº | Titolo                 | Prima TV         |
| -- | ---------------------- | ---------------- |
| 1  | La samaritana          | 17 ottobre 2024  |
| 2  | Il ladro di ricordi    | 24 ottobre 2024  |
| 3  | Giustizia sarà fatta   | 31 ottobre 2024  |
| 4  | La luce del mondo      | 7 novembre 2024  |
| 5  | La strada giusta       | 21 novembre 2024 |
| 6  | L'ultima consegna      | 28 novembre 2024 |
| 7  | L'erede                | 5 dicembre 2024  |
| 8  | Il dono                | 12 dicembre 2024 |
| 9  | Indagine su una figlia | 17 dicembre 2024 |
| 10 | Resurrezione           | 19 dicembre 2024 |

## La samaritana
- Diretto da:
- Scritto da:

Anna e Marco stanno finalmente per sposarsi, così come il maresciallo Cecchini ed Elisa. Dopo le nozze il Capitano e il PM si trasferiranno a Roma, pertanto alla caserma di Spoleto arriverà un nuovo Capitano. Cecchini, mettendosi in contatto con suo genero Giulio Tommasi, cerca di scoprire chi sarà il sostituto di Anna, ma nemmeno Tommasi lo sa; le sole informazioni in suo possesso sono che questa persona faceva parte dei servizi segreti e va sotto copertura nella caserme per testare l'efficienza dei suoi uomini.
La sera prima del matrimonio, Don Massimo viene chiamato da una sua vecchia conoscenza, la sua sorellastra Giulia Mezzanotte, che gli chiede aiuto, ma il prete non sembra volerla aiutare e le intima di non richiamarlo. Il giorno successivo del matrimonio, Anna ed Elisa stanno andando in chiesa per i rispettivi matrimoni con la stessa auto scoperta; poco prima di arrivare a destinazione l'autista fora una gomma e proprio in quel momento Anna vede una ragazza incosciente sulla strada (scoprendo che è Giulia) ed è quindi costretta a far posticipare il matrimonio per poter dare inizio alle indagini. Dai tabulati telefonici risulta un'ultima chiamata a Don Massimo e questi spiega il suo rapporto con la ragazza, ma aggiunge anche che non si vedono da anni; seguendo i dati del telefono, scoprono che Giulia si trovava nei pressi della vecchia casa di Massimo, dove trovano una buca e una pala sporca di sangue, l'oggetto con il quale è stata colpita. Oltre alla chiamata a Don Massimo risulta anche la chiamata ad un certo Ivan Berlandis, con il quale sembra che Giulia avesse una relazione, nonostante l'uomo sia sposato. 
Don Massimo spiega quindi a Cecchini perché avesse rifiutato la richiesta di aiuto di sua sorella raccontando la loro storia: suo padre aveva tradito sua madre con la segretaria ed ella era rimasta incinta salvo poi abbandonare la bambina alle cure del padre. Nonostante il tradimento, la madre di Matteo Mezzanotte (all'epoca non ancora Don Massimo) aveva perdonato il marito (grazie anche a Don Matteo) e aveva accolto la bambina; tuttavia, il padre morì quando Giulia era adolescente e, a detta del prete, costei era coinvolta in quanto accaduto al padre: pertanto Matteo aveva tagliato i ponti con lei.
Nel frattempo, il nuovo Capitano si presenta in caserma in borghese per fare i suoi controlli, ma Cecchini, come suo solito, fraintende tutto, ignorandolo completamente poiché crede sia un barbone di nome Franco, presentatosi per sporgere una denuncia. Cecchini accoglie il nuovo Capitano (poiché Tommasi gli aveva detto che nella sua ultima ispezione il Capitano si era fatto passare per un barbone), iniziando a trattarlo con il massimo rispetto e arrivando persino ad ospitarlo a casa sua, ma ignorando il vero Capitano che, completamente infastidito dal comportamento del maresciallo, comincia a prendere nota di tutto quello che lui fa. 
Mentre le indagini proseguono, le due coppie tentano di sposarsi per la seconda volta alcuni giorni dopo, solo che questa volta l'impedimento è causato dall'investimento di Don Massimo da parte di alcuni misteriosi individui che erano andati a casa di Berlandis e lo avevano minacciato. Mentre Don Massimo è in ospedale, Natalina conosce Giulia (che nel frattempo si è ripresa) e le due si avvicinano perché hanno entrambe una cosa in comune: essere state abbandonate dalla madre. Mentre Natalina era riuscita a incontrare la sua, Giulia, che l'aveva cercata quando aveva scoperto che quella che credeva sua madre non era la sua madre biologica (motivo per cui la donna l'aveva sempre trattata con freddezza), non c'era riuscita perché la madre era scappata. Suo padre, durante una delle tante fughe, andò a prenderla, ma morì per un incidente durante il tragitto: per questa ragione il rapporto di Giulia con Matteo/Don Massimo si troncò definitivamente, nonostante la grande ammirazione di lei per lui.
Intanto nuovi elementi vengono a galla, come il fatto che Berlandis avesse una società di tessuti che era fallita da due anni ma anche una casa e un’auto che valgono molti soldi; si sospetta dunque che abbia messo su una cartiera: da un'azienda in Moldavia ha fatto fatture false per milioni di euro e la buca che Giulia stava scavando probabilmente conteneva i soldi degli uomini che lo hanno minacciato. 
Nel frattempo, il nuovo Capitano Diego Martini, all'ennesima maleducazione di Cecchini, decide di prendere in mano la situazione e, quando viene addirittura placcato da Ghisoni perché sospettato di essere coinvolto nell'aggressione per alcuni video di sorveglianza della stazione di servizio dove si trovava anche Giulia, rivela la sua identità facendo svenire per lo shock il maresciallo. Fin da subito Martini mette in chiaro che le azioni di Cecchini avranno serie ripercussioni anche se questi cerca di scusarsi; inoltre, quando si rende conto che quello che credeva essere il Capitano è davvero un barbone, il maresciallo si precipita a casa per farlo andar via, ma l'uomo lo ringrazia per averlo aiutato dopo il fallimento della sua piccola libreria e avergli dato il coraggio di volersi ricongiungere con la figlia che abita da quelle parti. 
Intanto, emerge il nome di chi potrebbe essere coinvolto in questo caso di truffa e di evasione fiscale, ma senza prove non si può fare niente; è Giulia stessa, preoccupata per il suo amante, a permettere che i truffatori vengano arrestati insieme a Berlandis (il quale oltre ad andare in prigione viene lasciato dalla moglie per il suo tradimento) e a Giulia che ne è stata complice; tuttavia i soldi non sono ancora stati rintracciati ed inaspettatamente vengono ritrovati in una busta in chiesa.
Al terzo tentativo, sembra finalmente che le due coppie si possano sposare senza problemi, anche se Anna ha dovuto rinunciare al vestito da sposa, che per una serie di circostanze si è strappato, e usare invece l'alta uniforme (senza contare il numero minore di invitati e la prenotazione saltata al ristorante). Ma il Capitano Martini si presenta da lei perché forse ha trovato chi ha colpito Giulia e anche chi ha preso i soldi: controllando le telecamere di sicurezza della stazione di servizio, ha visto che l'auto vicina a quella della ragazza è quella del barbone Franco. Anche Don Massimo è giunto alla stessa conclusione, soprattutto perché Giulia è stata abbandonata vicino all'ospedale (segno che chi l'aveva colpita era stato preso dal rimorso e voleva aiutarla) quando l'aggressore ha visto un’auto di pattuglia. Sia i carabinieri che Don Massimo si dirigono in chiesa per arrestare Franco che, intuendo di essere stato scoperto, sale in cima alla torre per buttarsi; lui non voleva colpire Giulia, che anzi è stata la prima a essere gentile con lui offrendogli addirittura un panino che lui non poteva pagarsi, ma quando ha visto i soldi nell'auto della ragazza l'ha seguita perché tentato dal denaro. Sarebbe potuto scappare in qualsiasi momento, ma la gentilezza di Natalina e del maresciallo negli ultimi giorni gli avevano fatto capire che poteva cambiare; Don Massimo riesce a sventare il suicidio salvandogli la vita, per poi consegnarlo ai carabinieri.
Alla fine delle indagini, finalmente, Marco, Anna, il maresciallo ed Elisa possono sposarsi senza più interruzioni e dopo il ricevimento, organizzato grazie all’aiuto degli abitanti del paese, la prima coppia parte per il viaggio di nozze in Giappone. Anche il maresciallo vorrebbe partire, ma il Capitano Martini intende rimettere in riga la caserma e fino ad allora permessi e ferie saranno sospesi. Con la partenza di Marco, questi viene sostituito dalla sua collega Vittoria Guidi, che è anche la ex fidanzata del Capitano e vero motivo del suo trasferimento: l’uomo vuole riconquistarla, nonostante lei ora stia per sposarsi con un altro. Per quanto riguarda Giulia, Don Massimo, dopo che Natalina riesce a convincerlo a non abbandonare la sorella a se stessa, decide di darle una mano e così, parlando con il giudice, riesce a farla scarcerare a patto che lei faccia dei lavori socialmente utili e stia ai domiciliari in canonica con lui come garante.
- Special guest star: Maria Chiara Giannetta (Anna Olivieri), Maurizio Lastrico (Marco Nardi), Simone Montedoro (Giulio Tommasi)
- Altri interpreti: Massimo Reale (Franco, il barbone), Fabio Fulco (Ivan Berlandis), Ettore Colombo (Zanardi, lo strozzino), Lucia Ceracchi (Flavia Berlandis), Sydne Rome (Susi Dallara)
- Ascolti Italia - 4 930 000 telespettatori, 27,8% share[1]

## Il ladro di ricordi
- Diretto da:
- Scritto da:

Al primo giorno di convivenza tra Don Massimo e sua sorella, quest'ultima va in caserma per firmare dei documenti e iniziare i lavori socialmente utili, dove il Capitano cerca di convincerla a una collaborazione: se vuole vedere il suo fidanzato deve aiutarli a scoprire se Berlandis ha nascosto altri soldi oltre a quelli trovati nell'ultimo caso, ma Giulia non vuole tradire l'uomo che ama ed è convinta che Ivan abbia detto tutto, così il Capitano per ripicca come servizi sociali la fa lavorare come netturbino. Intanto, Don Massimo mentre è in moto rischia quasi di scontrarsi con un'auto dalla quale esce una donna che però non lo soccorre, anzi se ne va. In una casa lì vicino, il prete fa la conoscenza di un bambino di nome Bartolomeo detto Bart che sta lavorando con le api, chiama un carro attrezzi per la moto. Preoccupato per la mancanza del padre del bambino che manca da casa da otto ore (la madre è morta di COVID), dal telefono dell'abitazione chiama il maresciallo Cecchini, che nel frattempo, visto che il Capitano gli ha annullato le ferie per il viaggio di nozze, è costretto a salutare Elisa che ha deciso di partire da sola. 
Si scopre che la madre del bambino è morta durante la seconda ondata del COVID e che il padre, Domenico, non l'ha mai mandato a scuola per paura che potesse essere contagiato. Mentre il maresciallo è con il bambino, don Massimo trova l'uomo poco distante da lì in un crepaccio: fortunatamente non è morto, e immediatamente le autorità vengono informate e partono le indagini. Nel frattempo la misteriosa donna che ha quasi investito Don Massimo incontra un uomo al quale lascia un rullino in cambio di soldi. 
Cecchini cerca in tutti modi di trovare un compromesso con il Capitano che gli permetta di partire in viaggio di nozze, ma questi sembra irremovibile. Il maresciallo però scopre che la nuova PM, Vittoria Guidi, è l’ex fidanzata del Capitano e che la ragione per la quale lui si è fatto trasferire è riconquistarla. Di conseguenza, siccome la donna è prossima alle nozze con un certo Egidio, pensa di far saltare il matrimonio della PM in modo tale che lei e il Capitano si rimettano insieme e lui gli conceda il viaggio di nozze. Pertanto Cecchini si offre di ospitare la festa di addio al celibato di Egidio a casa sua, con l'intenzione di scattargli foto compromettenti da inviare alla fidanzata PM; solo che la festa va fuori controllo, oltre a devastare completamente la casa e causare diverse chiamate di reclamo ai carabinieri, e come se non bastasse il promesso sposo sparisce. Fortunatamente, grazie all'intuito del Capitano, Egidio viene ritrovato in un allevamento di galline, svenuto dopo aver sbattuto la testa perché ubriaco: il Capitano e Cecchini lo portano quindi subito in ospedale. Naturalmente Vittoria è furiosa e intende farla pagare al Capitano perché lo ritiene responsabile di quello che è accaduto, credendo che tutto questo fosse un suo piano per mandare a monte le nozze, ma il maresciallo si assume le sue responsabilità, dicendo la verità sul fatto che è lui il responsabile dell’accaduto e guadagnandosi la stima del Capitano. Mentre sono in ospedale Diego parla con Vittoria e le dice che anche se non è stato lui ad organizzare la festa avrebbe voluto farlo, perché desidera tanto tornare con lei. A questo punto Vittoria gli dice la verità: il motivo per il quale sposerà Egidio, anche se si conoscono solo da sette mesi, è perché in questo breve lasso di tempo lei ha conosciuto di più il suo nuovo fidanzato di quanto non abbia conosciuto Diego in sette anni di relazione e di come lui non sia in grado di comunicare o di condividere i fatti della sua vita con nessuno. Diego, ripensando alle parole di Vittoria, inizia a rendersi conto che forse lei ha ragione, così decide di aprirsi con il maresciallo e accetta l'offerta dell'appartamento di fronte a casa di lui, contemporaneamente aiutandolo a ripulire casa dal caos della festa giusto in tempo per il ritorno di Elisa.
Don Massimo torna sul luogo dell'incidente e trova, vicino al punto in cui l'auto si era fermata, la tessera di un parcheggio riservato dell'ospedale, così va lì per scoprire a chi appartiene; il permesso risulta scaduto e apparteneva a un infermiere, Paolo Milesi, che è stato licenziato da tempo, ma chi guidava la macchina era sua figlia Elena. La cosa viene scoperta anche dai carabinieri e la ragazza portata in questura, dove viene fuori che lei stava ricattando le famiglie delle vittime malate di COVID, che suo padre curava in ospedale. (Poiché durante la pandemia le persone erano tenute in isolamento e non potevano vedere i familiari, l'infermiere Paolo faceva dei video da dare alle famiglie ma poi è stato licenziato e non gli è più stato possibile continuare.) Tuttavia non ci sono prove che la ragazza abbia quasi ucciso il padre di Bart. 
Mentre le indagini proseguono, don Massimo coinvolge Bart nelle attività della chiesa introducendolo al catechismo, così che possa conoscere altri bambini dal momento che non ha mai interagito con altri della sua età, e inizia pian piano ad affezionarsi a lui così come Pippo e Natalina.
Una sera Elena si presenta da Don Massimo per confessarsi e rivela ciò che l’ha spinta a vendere i ricordi delle vittime di COVID: suo padre aveva dedicato anima e corpo al suo lavoro in ospedale e i video che faceva per le famiglie erano un suo modo per tenerle vicine ai loro cari, anche se ciò andava contro tutte le norme dell'ospedale. Quando poi è stato licenziato, padre e figlia hanno fatto causa contro l'ospedale ma non è servito a niente, così quando Elena ha trovato i video ha pensato che fossero un modo per racimolare qualche soldo, ma si è pentita e aveva deciso di restituire sia i soldi che i video alle famiglie.
Nel frattempo, in canonica arriva un seminarista, Giovanni, che appena vede Giulia resta incantato da lei. Quando le dice che è venuto in canonica per il programma di teatro con i carcerati, Giulia pensa proprio di approfittarsi di lui per riuscire a vedere Ivan. Tuttavia la cosa le sfugge di mano, perché Giovanni si innamora di lei e, quando vanno insieme in carcere e lei viene richiamata dal Capitano per quello che stavano per fare, il giovane annuncia che forse intende lasciare il seminario. Il Capitano ride della cosa, perché Giovanni non è solo un seminarista, è anche il nipote del vescovo, il mentore di don Massimo: quando quest'ultimo lo viene a sapere si arrabbia molto con Giulia, perché adesso il giovane seminarista non sa più cosa fare della sua vita. Di fronte alla rabbia di suo fratello, Giulia riflette sulle sue azioni e finisce per parlare con Giovanni al quale confessa tutta la verità; nonostante l'inganno, il ragazzo la perdona e le dice che non abbandonerà il seminario. Il vescovo convoca Don Massimo e gli dice che non deve essere troppo duro con la sorella e che quello che è successo con suo nipote è stato un modo per metterlo alla prova. Allora, rendendosi conto di aver esagerato, Don Massimo decide di aiutarla, ottenendole un permesso per vedere Ivan in carcere.
Qualche giorno dopo, una fuga di notizie sul giornale locale rivela ciò che ha fatto Elena e quindi molte persone si presentano davanti a casa sua arrabbiate, ma quando i carabinieri arrivano per arrestarla non la trovano. Il suo corpo senza vita viene rinvenuto lì vicino e il primo sospettato è un certo Riva (ovvero la persona con cui si era incontrata e a cui aveva dato i filmati di sua madre): questi conferma l'incontro, ma nega di aver ucciso la ragazza, perché lei gli aveva promesso di ridargli tutti i filmati di sua madre. Il signor Riva è quindi rilasciato con la condizione di rimanere a disposizione e anche Don Massimo, a differenza di Cecchini, crede che sia innocente. Osservando i filmati fatti da Paolo insieme a un post-it lasciato da Elena sul computer con scritto "30.10.20", Don Massimo capisce che la colpevole è l'infermiera Katia, alla quale aveva chiesto informazioni sul licenziamento del padre di Elena da parte del primario. 
È stata proprio Katia a mandare in ospedale il padre di Bart e a uccidere Elena perché quest'ultima aveva scoperto la verità: la madre di Bart era morta nella notte indicata sul post-it perché l'infermiera aveva tolto a lei l'ossigeno per salvare suo marito da una crisi respiratoria; non vi erano bombole per tutti e la madre di Bart sembrava stare bene ma, poco dopo, anche lei morì e la sorte ha voluto che anche il marito di Katia non sopravvivesse a lungo. Ad ogni modo, sentendosi in colpa per quello che aveva fatto, Katia andava sempre da Domenico a comprare il miele, ma lui aveva scoperto l'accaduto e voleva denunciarla: ne era seguito un litigio durante il quale Katia, inavvertitamente, aveva spinto Domenico facendolo cadere dalla scarpata. Questo è ciò che racconta a Don Massimo, che l'ha intercettata al casale, poco prima di essere arrestata dai Carabinieri avvertiti dallo stesso prete. Lo stesso giorno torna anche Domenico, che nel frattempo si è ripreso.
Dopo le indagini, il Capitano prende da parte Don Massimo, mostrandogli il suo fascicolo che attesta che una volta era un carabiniere, e gli intima di non intromettersi più nelle sue indagini; questo avvertimento lo fa anche al maresciallo, che se dovesse contravvenire a quest'ordine verrà segnalato ai superiori per aver condiviso volontariamente informazioni di un'indagine con un civile spacciandole per informazioni che aveva "ottenuto". Giulia nel frattempo ha ottenuto il permesso di vedere Ivan, anche se il Capitano le intima di non fidarsi di lui perché se lei è disposta ad andare in carcere per lui Ivan non farebbe lo stesso. Quando i due si incontrano in carcere, Ivan confida ad una sbigottita Giulia che quando uscirà dovrà recuperare altri soldi che ha nascosto, così che possano rifarsi una vita. Mentre parlano, sono del tutto ignari del fatto che il Capitano abbia provveduto ad installare una cimice sotto il tavolo della sala colloqui e li stia ascoltando, confermando i suoi iniziali sospetti.
Don Massimo riporta Bart da suo padre, finalmente dimesso dall'ospedale, e propone all'uomo di permettere al bambino di proseguire il catechismo. Domenico accetta, per poi guardare tutti insieme il video della madre di Bart.
- Special guest star: Giancarlo Magalli (Vescovo)
- Altri interpreti: Federico Maria Galante (Egidio Spaccapietra), Virginia Campolucci (Elena Milesi), Nicola Stravalaci (Riva), Laura Sinceri (infermiera Katia), Mauro Serio (Paolo Milesi), Marco Todisco (novizio Giovanni), Fabio Fulco (Ivan Berlandis), Francesco Baffo (Bartolomeo "Bart" Bonacina)
- Ascolti Italia - 4 325 000 telespettatori, 24,2% share[2]

## Giustizia sarà fatta
- Diretto da:
- Scritto da:

Nei pressi dell’agriturismo "L’Orchidea" un ragazzo sta facendo jogging finché una misteriosa figura nascosta nell'ombra non gli compare davanti e gli spara. Più o meno nello stesso momento, Don Massimo sta tenendo la messa del mattino quando arriva una giovane donna che sembra smarrita e spaventata, cosa che lo preoccupa molto. Nel frattempo, a casa del Capitano, questi chiede a Cecchini di far sistemare da un idraulico una macchia di umido che si trova sul muro del bagno; Cecchini affida il compito a Pippo, che però quando vede la macchia si convince che quella sia la figura di San Ponziano. Immediatamente il bagno del Capitano diventa "meta di pellegrinaggio" per i fedeli, tra cui Natalina che chiede al maresciallo di non dire niente a Don Massimo di questa cosa. Intanto, Cecchini dà un consiglio al Capitano, dicendogli che, se vuole davvero riconquistare la PM, deve imparare a condividere e aprirsi, ma Diego non sembra convinto della cosa. Poiché il Capitano non vuole dirgli niente, il maresciallo chiede a Ghisoni di scoprire perché abbia lasciato i servizi segreti.
Viene scoperto il corpo del ragazzo a cui hanno sparato: si chiamava Enrico e lavorava da qualche mese presso l'agriturismo insieme ad altri ex detenuti. Secondo la sorella di Enrico, Irene, il colpevole è Francesca Castellani, sorella della ragazza di Enrico, morta alcuni anni prima per overdose causata dalla droga procurata dallo stesso Enrico. Nonostante alcune prove rendano Francesca sospettata dell'omicidio, Don Massimo non è convinto della sua colpevolezza perché ci sono delle cose che non tornano. Il prete va allora a farle visita in carcere, dove apprende che Francesca effettivamente odiava Enrico, non accettando che quest'ultimo non avesse mai trascorso un giorno in carcere per la morte di sua sorella minore. Nonostante il sospetto, Don Massimo è convinto che Francesca non stia dicendo tutta la verità, così torna sul luogo del delitto dove trova un mozzicone di sigaretta; poi si reca all'agriturismo, dove conosce Rudi, il proprietario, che ha aperto il posto per aiutare chi in passato ha fatto degli sbagli come lui (quando era ragazzo aveva bevuto troppo e preso l'auto del padre e aveva causato un gravissimo incidente). Dando un'occhiata ai bidoni della spazzatura, il prete trova quella che sembra l'arma del delitto e la fa consegnare ai carabinieri. L'esame balistico scagiona Francesca dall'accusa, portando le indagini ad un punto morto. 
Nel frattempo, il Capitano e Don Massimo notano che Giulia da qualche tempo parla di frequente con un'anziana signora, Aurelia, che non è molto in sé, motivo per cui molto spesso la gente se ne approfitta. Sia il Capitano che Don Massimo pensano che Giulia ne stia combinando una delle sue, dal momento che vedono Aurelia sempre consegnare alla ragazza delle buste e anche un bracciale d'oro; la ragazza si difende affermando il contrario, ossia che in realtà sta aiutando Aurelia, senza però specificare come. Giulia è stufa di venire continuamente giudicata male da suo fratello; quest'ultimo va a parlarne con il vescovo, che gli dice di mettere in pratica quello che insegna in chiesa e di dare fiducia alla ragazza, non come prete, ma come fratello. Anche Diego chiarisce con Giulia, che gli spiega la ragione per la quale ha accettato le buste e il bracciale di Aurelia: la donna ha un figlio che fa il capotreno, ma l'ultima volta che i due si erano visti avevano litigato e lei desiderava riappacificarsi; in realtà il figlio sembra che sia morto e Giulia, per evitarle un dolore, ha fatto finta di conoscerlo e di potergli far avere gli oggetti. Per dimostrare a Diego che non ha mentito, Giulia gli consegna le lettere; il bracciale invece è stato preso da Bart per metterlo come collare a un gattino randagio trovato durante il catechismo, gattino che ora è scappato salendo in cima a un muro. Giulia chiede a Diego di riprenderlo ma si scopre che lui soffre di vertigini e così tocca alla ragazza recuperare il bracciale.
Intanto, dopo che Francesca viene aggredita e trovata da Don Massimo, i sospetti si spostano su Irene, che è stata ripresa dalle telecamere di sorveglianza nei pressi della casa di Francesca, ma lei nega di averle fatto del male. Il Capitano le domanda di alcuni flaconi di metadone trovati nella stanza di Enrico e lei dice che a quanto pare suo fratello li dava ad un amico, ma non sa chi. Viene poi individuato Marco, un altro ragazzo dell'agriturismo e colui a cui sembra che Enrico procurasse il metadone per aiutarlo con l'astinenza da eroina: non avendo un alibi, questi viene arrestato, ma Don Massimo ha ancora dei dubbi.
Mentre le indagini proseguono, il Capitano scopre che il maresciallo ha trasformato il suo bagno in meta turistica per persone che vogliono pregare e chiedere grazie a San Ponziano e gli intima di risolvere la cosa rapidamente, tanto più che non vuole continuare a dover usare il bagno di casa del maresciallo. Alla fine, stanco delle lungaggini, Diego fa sparire la macchia lui stesso. La storia dell'immagine "sacra" arriva anche alle orecchie di Don Massimo, che rimane molto deluso da Natalina, da Pippo e soprattutto dal maresciallo e li invita a chiedere scusa ai fedeli e a restituire loro i soldi ricevuti come offerte. I tre iniziano quindi a fare quanto richiesto, ma Natalina ammette che, nonostante sapesse che era sbagliato, ci ha voluto credere, perché aveva chiesto il miracolo che Don Massimo e Giulia andassero d'accordo. Così, ripensando anche alle parole del vescovo, il prete decide di scusarsi con sua sorella e di provare a sistemare le cose tra loro. Anche Aurelia aveva dato dei soldi, ma non li vuole riavere indietro perché spera di poter rivedere il figlio; allora a Giulia e al maresciallo viene l'idea di far vestire il Capitano da capotreno in modo che la donna possa rivedere il figlio un'ultima volta. Inizialmente il Capitano rifiuta categoricamente, ma poi si lascia convincere da Giulia, ribadendo però che la ritiene una cosa sbagliata. Così la ragazza accompagna Aurelia alla stazione mentre il Capitano, a bordo del treno con indosso la divisa, saluta da uno degli sportelli, rendendo la signora felice.
Nel frattempo, Don Massimo va a trovare Francesca in ospedale e vi trova il suo avvocato, convinto della colpevolezza di Marco e del fatto che le persone come lui non cambieranno mai. Poco dopo, il prete incontra anche Rudi, andato a sua volta a trovare Francesca poiché lei, la sera prima di essere aggredita, era venuta all'agriturismo, ma non sa per quale motivo.
Parlando con il maresciallo, Don Massimo scopre che il cognome di Ginevra, l'avvocato di Francesca, è Pinto, lo stesso da lui visto su una lapide al cimitero quando aveva parlato con Irene. Facendo un riferimento incrociato con l'episodio del suo passato raccontatogli da Rudi, il prete capisce tutto e corre all'agriturismo prima che sia troppo tardi: ad uccidere Enrico è stata Ginevra, che aveva conosciuto Francesca al cimitero quando portavano i fiori per i loro parenti scomparsi. Le due avevano progettato questa vendetta insieme: Ginevra avrebbe ucciso Enrico per vendicare la sorella di Francesca, mentre quest'ultima avrebbe dovuto uccidere Rudi per vendicare la morte dei genitori e del fratellino di Ginevra, che egli aveva accidentalmente ucciso con l'auto quando era ragazzo. Ma Francesca era tornata sulla sua decisione e aveva tentato di fermare il piano: per questo stava correndo verso l'agriturismo il giorno dell'omicidio. Tuttavia, Ginevra non voleva rinunciare alla sua vendetta e perciò aveva aggredito Francesca. Mentre Don Massimo cerca di impedire alla donna di uccidere Rudi, sottolineando come lui abbia cercato di porre rimedio al suo errore, sul posto arrivano i carabinieri. 
Chiuso il caso, il Capitano, in seguito all'esperienza degli ultimi giorni, decide di aprirsi un po' con il maresciallo, spiegandogli di non avere lasciato i servizi segreti per trasferirsi a Spoleto, ma di essere stato allontanato per un crollo emotivo, anche se non vuole aggiungere niente di più. Anche il suo rapporto con Giulia sembra migliorato, così come lo è quello della ragazza con Don Massimo, tant'è che lei lo va a trovare mentre lui sta facendo catechismo con i bambini.
- Special guest star: Giancarlo Magalli (Vescovo)
- Altri interpreti: Anna Bisciari (Francesca Castellani), Annamaria De Matteo (Ginevra Pinto), Tiziano Scrocca (Rudi), Lorenzo Ciambrelli (Marco), Adele Masciello (Irene Bettella), Miriam Bardini (signora Bettella), Francesco Baffo (Bartolomeo "Bart" Bonacina)
- Ascolti Italia - 3 850 000 telespettatori, 23,5% share[3]

## La luce del mondo
- Diretto da:
- Scritto da:

Una ragazzina di nome Zoe Berardi cade dal tetto della sua scuola finendo in coma e si sospetta che il gesto sia dovuto ad una challenge online che circola tra i ragazzi. Don Massimo, assunto come professore di religione, cerca di indagare sull'accaduto e sensibilizzare i suoi studenti sui pericoli di queste pratiche.
Nel frattempo, il maresciallo Cecchini si finge un astrologo chiamato "Mago Artax" con l'intento di avvicinare nuovamente il capitano Martini con la ex Vittoria e contemporaneamente riceve la visita della nipote Martina, figlia dell'ex capitano Giulio Tommasi e di Patrizia, venuta a Spoleto dopo aver incendiato un motorino nella sua scuola.
Indagando, Don Massimo scopre che forse non è per una challenge che Zoe era turbata nell'ultimo periodo: aveva litigato con il padre e si era stabilita a casa di Sofia, la sua migliore amica. Inizialmente i carabinieri pensano che a fare del male a Zoe sia stato il padre ma Don Massimo non crede possibile che l'uomo prima l'abbia spinta e abbia chiamato i soccorsi e poi sia tornato al suo posto di volontario della Croce Rossa per crearsi un alibi. Il maresciallo e il Capitano scoprono dalle chat della ragazza che questa si scriveva molto spesso con il suo professore di italiano e padre di Zoe, Roberto, cosa che fa pensare che forse i due avevano una relazione; tuttavia l'uomo non vuole parlare per ragioni sconosciute. 
Mentre il maresciallo continua con le sue "previsioni" per aiutare il capitano, quest'ultimo segretamente si sta facendo aiutare da Giulia ad affrontare le vertigini di cui soffriva da bambino e di cui ha ripreso a soffrire da quando Vittoria lo ha lasciato: i due, così, iniziano ad avvicinarsi. Contemporaneamente Natalina, che è dello stesso segno della PM, crede che l'oroscopo stia dicendo che il capitano sia l'uomo del suo destino. Fortunatamente, grazie a Giulia, il capitano eviterà una figuraccia finendo per baciare lei quando, durante l'assurdo piano del maresciallo, stava invece per baciare Natalina credendo fosse Vittoria. Anche se il piano non è riuscito, c'è stato un effetto e sembra che Vittoria si sia "ingelosita". Come ringraziamento per averlo aiutato con le vertigini, il Capitano cambia la mansione di lavoro dei servizi sociali di Giulia da netturbina ad assistenza agli anziani.
Il maresciallo, dopo aver parlato del caso con Don Massimo, inizia a capire cosa turba sua nipote, ossia che la ragazza sente la mancanza di sua madre Patrizia. Cecchini allora fa vedere a Martina l'album delle foto di matrimonio dei suoi genitori e la ragazza finalmente racconta al nonno il perché del suo recente comportamento: si è convinta che suo padre abbia dimenticato sua madre, dal momento che si è rifatto una vita con Lia e poiché, secondo lei, non aveva nemmeno riconosciuto un vestito che il proprietario del motorino le aveva strappato e che era di sua madre. Questa sua confessione fa sì che anche tra lei e Giulio ci sia finalmente un chiarimento: lui ammette che non ha dimenticato e mai potrà dimenticare Patrizia e che, se parla poco di lei, è perché Martina, crescendo, le somiglia sempre di più, cosa che ha riaperto in lui la ferita mai del tutto rimarginatasi per la perdita della moglie. Padre e figlia, così, possono finalmente fare pace e piangere insieme la mancanza di Patrizia. 
Dopo che grazie all'intervento tempestivo di Martina, che aveva fatto amicizia con Sofia e si era preoccupata per lei, viene evitato che alla ragazza capiti qualcosa di brutto, Don Massimo capisce come sono andate realmente le cose. Sofia si era convinta che suo padre e Zoe avessero una relazione e la notte della tragedia aveva trovato il telefono di Zoe: è difatti stata lei a chiamare i soccorsi, tenendolo nascosto per paura che suo padre venisse accusato, mentre Zoe non è stata spinta ma si è buttata di sua iniziativa perché si sentiva in colpa per aver ferito suo padre Ludovico e Sofia: la ragazza, infatti, aveva in realtà scoperto che sua madre aveva tradito suo padre con Roberto (dettaglio che Ludovico non ha mai voluto dirle perché non voleva sapere chi era l'uomo) e che il suo vero padre potesse essere lui; fortunatamente il test del DNA smentisce questa teoria, rasserenando Zoe e facendole fare pace con suo padre Ludovico.
Per insegnare ai suoi studenti che non serve fare imprese pericolose per farsi notare, Don Massimo li porta a casa di Bart, facendo raccogliere loro il miele e rallegrandoli.
- Special guest star: Simone Montedoro (Giulio Tommasi)
- Altri interpreti: Federico Maria Galante (Egidio Spaccapietra), Luciana Stasolla (Sofia Belgi), Sara Silvestro (Zoe Berardi), Iulia Bonagura (Gianna), Simone Evangelista (Mattia Palombi), Francesco D'Angelo (Carlo), Roberta Volponi (Martina Tommasi), Mauro Cardinali (Roberto Belgi), Lucio De Francesco (Ludovico Berardi), Sydne Rome (Susi Dallara), Marisa Grimaldo (madre di Sofia), Francesco Baffo (Bartolomeo "Bart" Bonacina)
- Ascolti Italia - 4 040 000 telespettatori, 22,8% share[4]

## La strada giusta
- Diretto da:
- Scritto da:

Durante un giro per raccogliere gli incassi dei supermercati della zona, una guardia di una compagnia di sicurezza viene rapinata e uccisa. Contemporaneamente il capitano Martini si trova davanti alla casa di Vittoria e cerca di trovare il coraggio per chiederle di non sposarsi il giorno dopo; quando decide di andarsene, nota l'auto del suo fidanzato Egidio tornare ad una tarda ora.
Intanto Ivan Berlandis viene scarcerato e Giulia è felice di poter rivedere il suo "fidanzato" ma quando lo vede riunirsi con sua moglie e suo figlio si intristisce. Nonostante ciò, Ivan la incontra e le garantisce che la ama e le dice che se vogliono rifarsi una nuova vita a Cuba lei deve recuperare i soldi che lui ha nascosto; inizialmente Giulia acconsente ad aiutarlo, ma più mantiene questo segreto con suo fratello, con Natalina e con il Capitano più si sente frustrata. Sarà dopo una chiacchierata con suo fratello la notte prima della presunta partenza con Ivan per l'estero, monitorata anche dalla PM e dal Capitano, che Giulia deciderà di affrontare Ivan, dicendogli che non ha i suoi soldi e che merita "un amore migliore", e scoprirà anche il vero volto dell'uomo, che a quel punto cerca di aggredirla. Fortunatamente, il Capitano, che l'aveva fatta seguire, interviene e fa arrestare l'uomo mentre i soldi, che lei aveva recuperato precedentemente da un armadietto in una palestra, vengono sequestrati. 
Il giorno dopo, il matrimonio di Vittoria salta quando il suo futuro sposo viene arrestato subito prima della cerimonia perché si trovava nei pressi della rapina la sera prima: nonostante Egidio abbia la possibilità di difendersi, non sembra voler dire cosa ci facesse lì. Il caso della rapina viene poi collegato ad un caso di aggressione avvenuto mesi prima in cui il figlio del proprietario dell'agenzia di trasporti era stato aggredito ed era finito in coma. Grazie allo spirito di osservazione di Don Massimo, che capisce che chi ha rapinato il furgone guidava auto modificate per delle corse che sembrano corrispondere a quelle di una gara che si tiene nelle vicinanze, le indagini portano a sospettare di Emiliano Sarti, un vecchio amico di Egidio. Tuttavia, non è lui l'assassino, mentre chi ha rapinato il furgone sono due ragazze avversarie di Emiliano, che però affermano di aver soltanto rubato i soldi, ma di non aver ucciso la guardia. Le indagini si spostano sulla società di trasporto che sembra collegata allo spaccio di droga e la guardia uccisa ne era un corriere. Alla fine la verità viene a galla anche grazie alla testimonianza di un impiegato della compagnia: ad uccidere la guardia è stato il proprietario, che era anche il responsabile dello spaccio e aveva coinvolto il figlio; tuttavia il figlio si era pentito di quello che stava facendo e voleva uscirne, ma la vittima lo aveva aggredito, il padre lo aveva scoperto e aveva deciso di ucciderlo per vendicarsi, perché si era vergognato di aver trascinato suo figlio in quel giro. Con il caso risolto, Egidio viene scarcerato, tuttavia Diego gli consiglia di raccontare tutta la verità a Vittoria, compresi i segreti del suo passato.
Intanto, il maresciallo Cecchini è alle prese con i preparativi per il suo compleanno e spera che il capitano gli permetta di avere qualche giorno di ferie per andare a Messina con sua moglie. Purtroppo, il Capitano in quel momento era di pessimo umore a causa del matrimonio di Vittoria, che lo ha portato a trattare male quasi tutti gli uomini della caserma. Il maresciallo, offeso della cosa, decide di fare un richiamo per far trasferire il Capitano e invia una mail con la richiesta all'ufficio del personale. Cecchini, convinto di aver visto Don Matteo in bicicletta in giro per Spoleto, si mette in testa che gli stiano organizzando una festa a sorpresa e che l'arrivo del suo migliore amico sia il suo regalo. Questa convinzione viene smentita quando al compleanno della nonna di Ghisoni i suoi amici lo informano che in realtà Don Matteo è ancora in Africa. Non riuscendo a capire perché vede il suo migliore amico dappertutto, Don Massimo gli spiega che probabilmente questa "visione" è la sua coscienza che gli sta dicendo che ha fatto qualcosa di sbagliato: solo dopo averci ragionato sopra Cecchini capisce che lo sbaglio è stata la mail di richiamo al Capitano. Il maresciallo, per cercare di rimediare con Diego, decide allora di scrivere una lettera all'ufficio in cui elogia il lavoro del Capitano e lo invita a cena. E quando è Diego stesso a scusarsi per il suo recente comportamento, dopo che anche Martina gli aveva fatto notare che è meglio tenere lavoro e vita privata separati, il maresciallo, credendo che lui stia per essere trasferito, vuota il sacco (senza immaginare che in realtà la mail di richiamo non sia mai stata inviata, ma solo quella con i complimenti); a quel punto il Capitano, capito il proprio sbaglio, sorprendentemente non si arrabbia ma decide di dare a Cecchini una settimana di ferie. In seguito, il giorno del suo compleanno, al maresciallo viene davvero organizzata una festa a sorpresa e l'uomo riceve anche una chiamata da Don Matteo, rendendolo più felice che mai.
Dopo le indagini, tra il Capitano e la PM c'è un momento in cui sembrano riavvicinarsi poiché il matrimonio è stato rimandato. Vittoria, intanto, decide di voler approfittare di questo tempo per conoscere meglio il suo futuro sposo e Diego prende bene la notizia perché forse ha ancora la possibilità di riconquistarla, mentre Giulia ci rimane male.
- Altri interpreti: Federico Maria Galante (Egidio Spaccapietra), Massimo Rigo (Giovanni Onofri), Lorenzo Franzin (Marchi, impiegato della compagnia di sicurezza), Mirella Cicilano (Letizia Onofri), Francesco Cotroneo (Emiliano Sarti), Roberta Volponi (Martina Tommasi), Fabio Fulco (Ivan Berlandis), Lucia Ceracchi (Flavia Berlandis), Alisia Ferri (Giada), Claudia Torchia (Claudia, complice di Giada), Francesco Baffo (Bartolomeo "Bart" Bonacina)
- Nota: Don Matteo compare in varie scene durante l'episodio, sia nelle allucinazioni del maresciallo Cecchini che in un breve spezzone di un telegiornale in cui è ripreso di spalle. Nonostante ciò, Terence Hill (la cui ultima apparizione nella serie è nell'episodio 4 della tredicesima stagione) non ha partecipato alle riprese di questo episodio, e le scene con il personaggio sono state create in alcuni casi utilizzando delle controfigure, e in altri casi riutilizzando immagini di repertorio con Hill tratte dalle stagioni precedenti. Anche la telefonata finale tra Cecchini e Don Matteo si svolge senza che lo spettatore senta la voce di quest'ultimo. Per l'utilizzo delle immagini dell'attore è presente il seguente messaggio nei titoli di coda: "Uno speciale ringraziamento a Terence Hill".
- Ascolti Italia - 3 759 000 telespettatori, 20,7% share[5]

## L'ultima consegna
- Diretto da:
- Scritto da:

Nico, un giovane rider dipendente dal poker, viene aggredito nel cuore della notte di ritorno da una consegna. Nel frattempo, il maresciallo Cecchini decide di partecipare al programma Reazione a Catena insieme alla PM Vittoria e al capitano Martini con il nome di "I Giustizieri". Intanto, Don Massimo si reca a casa di Stefano Bernardini, l'ultimo uomo al quale Nico aveva consegnato una pizza e incontra la moglie di questi, Nives, ma non avendo prove che possano dimostrare la sua innocenza l'uomo viene arrestato. Contemporaneamente, Giulia inizia a lavorare come assistente di una donna chiamata Adele Dubois, che all'inizio si dimostra fredda nei confronti della ragazza per poi aprirsi a tal punto da diventare amiche. Nives racconta a Don Massimo delle violenze che subiva da Stefano, così la donna decise di rubare il GPS per farlo arrestare. Il prete esorta la donna a riportare il GPS e denunciare l'uomo, ma, giunta davanti ai Carabinieri, Nives non riesce a farlo. Quando Stefano viene scarcerato, la donna scompare e Don Massimo pensa che Stefano l'abbia uccisa, così si intrufola a casa sua di nascosto, e mentre scappa dall'abitazione viene salvato da Cutillo, un ex editore amante dei libri. Nel frattempo, proprio la notte prima del quiz, il capitano Martini rompe accidentalmente il naso alla PM, che non potendo partecipare verrà sostituita da Giulia. E il capitano Martini inizialmente rifiuta di partecipare al quiz, ma quando Martina gli racconta il motivo per cui il maresciallo voleva partecipare (era un desiderio di Patrizia) acconsente e partecipa insieme a lui e Giulia, vincendo 75.000€, che andranno in beneficenza, donati a Don Matteo che li userà per far costruire una scuola. Alla fine si scopre che Cutillo aveva incitato Nico a giocare nuovamente a poker in cambio dei suoi soldi, facendogli vincere una grossa somma, ma quando questi non volle dividere i soldi, bensì darli a Nives, di cui era innamorato, Cutillo lo uccise. Infine, Giulia scopre che la donna a cui prestava servizio era in realtà Adelina Rosato, la sua madre biologica, che l'aveva abbandonata e aveva cambiato identità in Adele Dubois quando si era trasferita a Parigi. La puntata termina con Nives che denuncia Stefano e con Giulia che ha un litigio con Don Massimo, poiché quest'ultimo sapeva tutto su sua madre e non gliel'ha detto. 
- Special guest star: Giancarlo Magalli (Vescovo), Marco Liorni (se stesso)
- Altri interpreti: Federico Maria Galante (Egidio Spaccapietra), Margareth Madè (Nives Bernardini), Olivia Manescalchi (Adelina Rosato/Adele Dubois), Gianmaria Martini (Stefano Bernardini), Francesco Guzzo (Cutillo), Edoardo Sani (Nico Fiorucci), Silvio Vannucci (Giuseppe Fiorucci), Manuel Zicarelli (Saverio Fiorucci), Roberta Volponi (Martina Tommasi), Sydne Rome (Susi Dallara), Francesco Baffo (Bartolomeo "Bart" Bonacina)
- Nota: In questo episodio il game show Reazione a Catena è condotto da Marco Liorni (al tempo presentatore del game show estivo prima della sua promozione a L'Eredità e la sua sostituzione con Pino Insegno) in quanto le riprese sono state effettuate nel 2023; inizialmente questa stagione di Don Matteo era prevista per la primavera ma è stata rimandata in autunno.
- Ascolti Italia - 4 076 000 telespettatori, 22,1% share[6]

## L'erede
- Scritto da:
- Diretto da:

Giacomo Nori, un vecchio amico di Don Massimo, torna dopo anni di assenza a Spoleto e chiede al sacerdote di badare al figlio neonato Bernardo per alcune ore, mentre lui si reca a un appuntamento. Il giorno dopo l'uomo viene trovato morto caduto giù da una scarpata: si scopre che era gravemente malato, ma dalle parole di Don Massimo i carabinieri escludono il suicidio. Insieme a Bernardo, Giacomo lascia anche una lettera, da aprire solo in casi estremi.
Intanto la madre del capitano Martini, l'attrice Fiamma Durante, arriva e riaccende i conflitti con lui, inoltre provoca la gelosia di Elisa in quanto Cecchini è un suo fan. Mentre in canonica tutti si occupano del bambino, Don Massimo si presenta con Bernardo al padre, al fratello e alla sorella di Giacomo, proprietari di un'importante azienda tessile. Oreste, il vecchio capofamiglia, rivela che non vedono il figlio da 20 anni, quando la madre si suicidò. Il sacerdote, che dopo la morte di Giacomo aveva aperto la lettera, in cui l’uomo esprimeva la volontà di dare il figlio in adozione, con l'aiuto dell'assistente sociale Maria scopre che voleva dare il bambino alla famiglia Russo. I carabinieri iniziano a sospettare sia di Oreste (in quanto Giacomo contattò il padre ed essendo il figlio maggiore il neonato ora è il legittimo erede dell’azienda) e poi dei Russo che volevano usare l'eredità del bambino a causa di vari debiti, ma entrambi hanno un alibi. Intanto Fiamma vuole girare un film a Spoleto e convince Cecchini a aiutarla, prima chiedendo il permesso di usare la canonica per le riprese e poi facendole da direttore; a causa della sua vicinanza con Fiamma, l'uomo si ritrova cacciato di casa dalla moglie. Mandata dal nonno per prendere i costumi per il film di Fiamma, Martina visita la scuola di recitazione del paese, scoprendo che la madre Patrizia era membro della compagnia teatrale.
Mentre Don Massimo cerca di convincere Elisabetta, la sorella di Giacomo, a prendere Bernardo, Oreste viene trovato a terra e finisce in coma. Dalle indagini, scoprendo alcuni dettagli sulla morte della madre, Don Massimo raggiunge al cimitero Romano, l'altro fratello, che confessa che la uccise per sbaglio durante una lite e il padre per coprirlo finse il suicidio (cosa di cui i fratelli erano all’oscuro), poi ha aggredito quest’ultimo quando ha scoperto che il neonato ora è l'erede. L’uomo viene arrestato per entrambi i reati, però dice di non essere l’assassino del fratello. Mentre è a cena con la madre, il Capitano scopre che in realtà è venuta per avere la sua firma per vendere la vecchia casa di famiglia per avere i finanziamenti del film: lui la caccia dopo il suo ennesimo atto di egoismo. Giulia riceve una visita della madre Adele, che le spiega che la abbandonò perché aveva paura di non poterle offrire nulla.
Don Massimo scopre che ad uccidere Giacomo è stata Maria, avendo sabotato lei le adozioni per avere il bambino, in quanto non ha potuto avere figli e confessa che si era incontrata con Giacomo dove è caduto, ma non voleva ucciderlo e lui aveva perdonato la sua famiglia: la donna viene arrestata. Giulia e Diego escono una sera e lei confessa che la madre di Massimo non l'ha mai accettata, mentre era talmente orgogliosa del fratello che lo aspettava alzata fino a tardi quando tornava dall'accademia militare. I due, dopo essersi confidati sui rispettivi problemi, si baciano e la ragazza decide di dare un'opportunità ad Adele. Rendendosi conto del caos che ha causato, Fiamma rinuncia al film e si scusa col figlio, poi anche Cecchini ed Elisa si riappacificano. Martina decide di frequentare la scuola di recitazione per sentirsi più vicina alla madre, ma è ignara che gli insegnanti nascondono qualcosa. Alla fine dell’episodio, Don Massimo e Natalina lasciano Bernardo a Elisabetta e Oreste, che nel frattempo si è ripreso.
- Special guest star: Tosca D'Aquino (Fiamma Durante in Martini)
- Altri interpreti: Arianna Mattioli (Elisabetta Nori), Olivia Manescalchi (Adelina Rosato/Adele Dubois), Filippo Scarafia (Dario Strasser), Sara Mondello (Magda Strasser), Mattia Sbragia (Oreste Nori), Mauro Conte (Romano Nori), Alessandro Grima (signor Russo), Enrico Bergamasco (Giacomo Nori), Marco Fiorini (avvocato Gnoli), Valentina Carli (Maria Furlan), Elisa Billi (signora Russo), Roberta Volponi (Martina Tommasi), Sydne Rome (Susi Dallara), Francesco Baffo (Bartolomeo "Bart" Bonacina)
- Ascolti Italia - 3 965 000 telespettatori, 21,6% share[7]

## Il dono
- Scritto da:
- Diretto da:

Don Massimo si reca in visita da un uomo ex alcolista, Edoardo Romani, il quale ha un pessimo rapporto con i suoi cinque figli, al punto da essere stato minacciato da Anna, la figlia maggiore, ma vuole tornare nella loro vita, dopo aver avuto una nuova occasione grazie ad un trapianto di cuore. La sera stessa, Edoardo viene trovato in fin di vita. Nel frattempo, il maresciallo Cecchini crede che Martina sia incinta, poiché Giulia aveva trovato un test di gravidanza nello stesso bagno in cui si trovava la ragazza.
Anna, con cui Edoardo aveva avuto una discussione, viene messa in stato di fermo, dato che hanno scoperto che si erano visti dove alloggiava l'uomo, mentre i numerosi fratelli sono ospitati in canonica. Intanto, Don Massimo, mentre è in visita a Edoardo ora in coma in ospedale, nota sia una reazione allergica all’ortica al suo polso sia uno strano uomo, Sergio Filippi, insegnante presso una palestra di arrampicata, che si scopre essere il padre del donatore del cuore trapiantato a Edoardo. Cecchini e il Capitano scoprono che Edoardo era un falsario e trovano diverse banconote (forse false) nella sua stanza, inoltre sospettano che sia stato aggredito in un altro posto.
Con il ritorno a Spoleto dell'ex capitano Tommasi, si scopre che Martina non era incinta, ma stava interpretando un personaggio per uno spettacolo teatrale insieme ad un altro carabiniere, Mario La Talpa, e che il test di gravidanza era in realtà di Vittoria. Nel frattempo, il Capitano Martini e la PM sembrano riavvicinarsi, soprattutto quando si scopre che il test di gravidanza era un falso positivo e che la donna ha lasciato Egidio.
Una volta che Anna è libera, si scopre che l'ultimo a vedere il padre è stato Elia, un altro dei figli, ma Don Massimo capisce che il ragazzo non c'entra con l’aggressione e ha fatto i compiti per alcuni compagni di classe in cambio di soldi in quanto molto bravo con i numeri e i calcoli. 
Infine, Don Massimo, dopo aver notato la stessa irritazione avuta da Edoardo per via della reazione allergica in una gamba della figlia più piccola, scopre che è stato Lorenzo, il fidanzato di Anna, ad aggredire Edoardo, poiché quest’ultimo aveva scoperto che il ragazzo intendeva ricominciare a falsificare denaro per offrire una nuova vita alla famiglia, dopo aver trovato le matrici in casa, e coinvolgendo anche Carlo, un altro dei fratelli, abile con i conti. Lorenzo viene quindi arrestato. Intanto Tommasi incontra Dario, l'insegnante di recitazione della figlia, ma, quando vede una foto che ritrae quest'ultimo da giovane insieme a Patrizia, si infuria e accusa l'uomo di essere coinvolto nella morte della donna. 
L'episodio si conclude con la famiglia Romani che si riconcilia, insieme a Sergio ed Edoardo che si è svegliato. Cecchini, invece, cerca di contattare Tommasi, che viene mostrato riverso in strada svenuto.
- Special guest star: Simone Montedoro (Giulio Tommasi)
- Altri interpreti: Federico Maria Galante (Egidio Spaccapietra), Olivia Manescalchi (Adelina Rosato/Adele Dubois), Roberta Volponi (Martina Tommasi), Filippo Scarafia (Dario Strasser), Sara Mondello (Magda Strasser), Giulia Sangiorgi (Anna Romani), Gabriele Cristini (Carlo Romani), Matteo Schiavone (Elia Romani), Fabio Pappacena (Edoardo Romani), Angelica Tuccini (Laura Romani), Matteo Bianchi (Lorenzo), Francesco Sechi (Sergio Filippi), Francesco Baffo (Bartolomeo "Bart" Bonacina)
- Ascolti Italia - 4 067 000 telespettatori, 21,9% share[8]

## Indagine su una figlia
- Scritto da:
- Diretto da:

Durante la notte, Tommasi visita il luogo dove Patrizia è morta, quando improvvisamente viene investito da un’auto a tutta velocità.
Il giorno dopo Cecchini scopre che il genero è stato portato in ospedale ed è in coma a causa dell’incidente: il maresciallo sospetta che quanto accaduto a Tommasi sia legato alla morte di sua figlia Patrizia. Don Massimo trova sulla scena del crimine un orecchino, che, grazie alla foto che Tommasi aveva visto, riconosce come appartenente a Dario. Inoltre, il sacerdote scopre che 13 anni prima Patrizia aiutò lui e la sorella Magda ad uscire dal giro della droga. A quel punto Dario confessa di essere responsabile della morte di Patrizia, dicendo che quella sera era ricaduto nella droga e lei voleva portarlo alla polizia, ma lui le prese il volante dell’auto e la fece sbandare, lei morì, ma lui ne uscì illeso. Martina, incredula, ascolta tutto e si reca a teatro per affrontarlo, poco dopo i carabinieri trovano l'uomo ucciso con un forte colpo alla testa: la principale sospettata è proprio Martina, che confessa di aver incontrato Dario, ma che era vivo quando se n'è andata dal teatro. Martina viene comunque messa in stato di fermo. 
Intanto Tommasi, ripresosi, scopre quanto sta accadendo alla figlia, ma non sa dire nulla su chi lo ha investito. Sempre con la convinzione che tutto sia legato al lavoro di Patrizia come avvocato, viene studiato l’ultimo caso di cui si era occupata riguardante la figlia di pochi mesi di una tossica, Ahmat, scomparsa 13 anni prima. La donna in seguito è riuscita a ripulirsi e trovare un lavoro, ma non ha mai smesso di pensare alla figlia.
Don Massimo capisce, da come raccontava i fatti, che Dario mentiva per proteggere qualcuno: la persona che provocò l'incidente di Patrizia è sua sorella Magda, a sua volta in auto quella sera. La donna, capendo il sacrificio che il fratello ha fatto per lei, rivela che sa chi c'è dietro la morte del fratello, l'aggressione a Tommasi e la bambina scomparsa: Sandro Paternò, l'ex capo di Patrizia, che vendeva bambini. Quel giorno l’uomo venne visto rapire la bambina di Amat, vero motivo degli altri crimini, ma contro l'avvocato non ci sono prove se non la parola di una ex tossica.
Intanto, Giulia cerca di aiutare Egidio a riconquistare Vittoria, nascondendo che il suo vero intento è separare la PM e Diego, di cui ha capito di essere innamorata, ma i due non ottengono nulla ed Egidio finisce addirittura per innamorarsi di lei: a quel punto Giulia gli confessa le sue reali intenzioni e il suo amore per Diego, ignara però che quest’ultimo li stava ascoltando, rimanendo molto colpito dalle parole di Giulia. Subito dopo, la ragazza prova a dichiarare i suoi sentimenti al Capitano, ma lui la respinge, poi va da Vittoria e le chiede di sposarlo: la PM accetta.
Durante una visita di Adele in canonica, Don Massimo scopre che la donna vuole andare in Svizzera in una clinica per sottoporsi alla morte assistita, ma gli chiede di non dire nulla a Giulia promettendogli che lo farà lei.
Mentre Cecchini mostra alcune foto di Patrizia al sacerdote questi nota, in uno scatto di lei con Paternò risalente al giorno prima della sua morte e successiva al rapimento della bambina, una mano dell'uomo fasciata e ha un’illuminazione. I Carabinieri recuperano a casa di Amat il giocattolo che la bambina aveva quel giorno e vi trovano il sangue dell'avvocato, che i carabinieri possono così finalmente arrestare (col Capitano contento che il sacerdote questa volta non ci sia). Infine, Martina perdona Magda per aver accidentalmente causato la morte della madre, mentre Amat ritrova sua figlia.
- Special guest star: Simone Montedoro (Giulio Tommasi)
- Altri interpreti: Federico Maria Galante (Egidio Spaccapietra), Olivia Manescalchi (Adelina Rosato/Adele Dubois), Filippo Scarafia (Dario Strasser), Sara Mondello (Magda Strasser), Massimo De Matteo (Sandro Paternò), Dalal Suleiman (Amat), Roberta Volponi (Martina Tommasi), Sydne Rome (Susi Dallara), Francesco Baffo (Bartolomeo "Bart" Bonacina)
- Ascolti Italia - 4 189 000 telespettatori, 23% share[9]

## Resurrezione
- Scritto da:
- Diretto da:

A Spoleto si celebra la messa per la Domenica delle Palme, un’occasione che vede la partecipazione anche di alcuni detenuti. Tuttavia, durante l’eucarestia diversi fedeli, tra cui il maresciallo Cecchini, si sentono male a causa di un avvelenamento. Fortunatamente, la maggior parte dei coinvolti riesce a guarire, ad eccezione di due persone: il detenuto Aurelio Baldini, padre di Michele, uno dei bambini del catechismo di Don Massimo, e Ruggero, un altro fedele, che in seguito morirà in ospedale.
Il primo sospettato è Dardanelli, che aveva perso la moglie a causa di Aurelio. In un centro commerciale, infatti, Aurelio ha tentato di derubare la donna, che forse per colpa dello spavento si è sentita male. Nonostante Baldini le abbia prestato soccorso per lei non c'è stato niente da fare. A suo carico vi sono due indizi: aveva ordinato arsenico e Don Massimo aveva ricevuto una lettera anonima di minacce. Nel frattempo, fervono i preparativi per lo spettacolo “La Passione di Cristo”. Tuttavia, il maresciallo Cecchini offende accidentalmente il direttore del cast appena giunto a Spoleto. Nel tentativo di rimediare, decide di coinvolgere i detenuti nello spettacolo, organizzandolo di nascosto dalle responsabili dell’evento, Elisa e le sue collaboratrici. Il capitano Martini, contrario all’iniziativa, viene però convinto da Giulia, poiché Aurelio ha una malattia terminale e vorrebbe trascorrere con suo figlio Michele più tempo possibile. 
Inoltre Cecchini convince il Capitano a interpretare il ruolo di Giuda, per poter sorvegliare meglio i detenuti, mentre Giulia sarà Maria Maddalena.
Giulia non riesce a nascondere la sua gelosia e sofferenza per il matrimonio tra Diego e Vittoria. In un ennesimo tentativo di separarli, cancella un messaggio importante di Vittoria sul telefono del Capitano. Alla fine, Diego scopre quanto fatto da Giulia e, dopo averle confessato che aveva anche sentito che lei alla festa aveva detto di amarlo a Egidio, le fa capire di non essere interessato a lei, che, sopraffatta dal rifiuto, torna a casa e scoppia in lacrime. Poco dopo, Don Massimo subisce un attentato: una piccola bomba viene piazzata sulla sua moto, e il sacerdote riporta lievi ferite. 
Le organizzatrici dello spettacolo, inizialmente decise ad annullare l’evento per la presenza dei detenuti, avendo scoperto la verità, cambiano idea dopo un discorso toccante del maresciallo Cecchini e, spinte anche da motivazioni economiche, acconsentono a portarlo avanti. Le indagini rivelano che l’autore dell’attentato era Simone, il figlio di Dardanelli, che si sente responsabile della morte della madre, in quanto quel giorno la convinse lui a uscire. Durante un inseguimento, sul tetto della casa il capitano Martini è colto da vertigini, ma viene salvato da Don Massimo e dallo stesso Simone. Diego resta in ospedale in osservazione e Giulia, saputo dell'accaduto, va a trovarlo e, mentre lui è addormentato, lo sente dire il suo nome nel sonno, capendo che in realtà lui ricambia i suoi sentimenti. Intanto, Adele confessa a Giulia la sua decisione di andare in Svizzera in una clinica per sottoporsi alla morte assistita perché ha paura di non riuscire più a controllare il suo corpo, già debilitato, e chiede alla figlia di accompagnarla, poiché non vuole morire da sola. Giulia acconsente, ma nel profondo non vorrebbe perderla di nuovo.
Durante la messa, Don Massimo si sente male, anche lui a causa del veleno, che nel frattempo non hanno trovato né nelle ostie né in altri oggetti della funzione: anche se le sue condizioni inizialmente non sembravano molto gravi, la situazione poi precipita improvvisamente e il sacerdote deve essere ricoverato in ospedale.
Intanto, Don Massimo riesce comunque a scoprire la verità: la colpevole dell’avvelenamento è la compagna di Ruggero, Angela. La donna aveva contaminato i fogli della messa con un veleno leggero, che non avrebbe avuto effetti gravi sulle persone in buona salute, ma si è rivelato letale per Ruggero e Aurelio, entrambi già malati, mentre il sacerdote è stato infettato perché conserva quei fogli come segnalibri. Il movente è che Ruggero andò al lavoro nonostante avesse contratto il Covid e Angela, che era incinta, perse il bambino a causa della malattia di lui e, non riuscendo a perdonarlo, ha iniziato ad avvelenarlo lentamente fino alla messa dove l'ultima dose gli è stata fatale. La donna, capendo che sta per uccidere un innocente, confessa la verità ai carabinieri, compreso il tipo di veleno usato.
Il Capitano rimprovera duramente il maresciallo per la sua ingenuità nell'aver dato fiducia a dei detenuti, nel frattempo fuggiti, ma Giulia lo affronta, dicendogli che è lui a sbagliare perché ha sempre paura di rischiare e mettersi in gioco e che il reale motivo per cui vuole sposarsi è che fa lo stesso anche con lei, mentre lei anche se spesso sbaglia almeno non ha paura di rischiare e vivere: il Capitano, dopo essere rimasto senza parole di fronte allo sfogo di Giulia, riflette e capisce che lei ha ragione. Adele assiste al discorso che Giulia fa a Diego e capisce il grande sacrificio che farebbe la ragazza per lei lasciandola andare e decide quindi di rimandare la sua partenza per la Svizzera così da trascorrere più tempo con sua figlia.
Intanto Don Massimo, quando sembravano ormai esserci poche speranze, a causa dell'antidoto somministrato tardi, si risveglia miracolosamente. Inoltre, i tre evasi alla fine decidono di tornare indietro per il maresciallo, che è stato il primo a trattarli dignitosamente e non come avanzi di galera. Lo spettacolo si rivela un successo e alla fine Diego prende coraggio, sale sul balcone più alto del teatro, affrontando la sua paura delle vertigini, e dichiara il suo amore a Giulia, che felice lo raggiunge e lo bacia. In seguito, il maresciallo, Natalina, Pippo e Bart fanno una sorpresa a Don Massimo: poiché la sua moto è stata distrutta, gli regalano la bici di Don Matteo.
- Altri interpreti: Martina Limonta (Angela Baldini), Olivia Manescalchi (Adelina Rosato/Adele Dubois), Loris Loddi (Franco "Marcello" Parruccini), Lorenzo Antolini (Simone Dardanelli), Giuseppe Ciciriello (Chef), Gianluca Merolli (Aurelio "Malasorte" Baldini), Susanna Marcomeni (Amanda), Rossella Indraccolo (amica di Elisa e Amanda), Sydne Rome (Susi Dallara), Gianni Lillo (Dardanelli), Filippo Brogi (Andrea "Sorcio" De Roberto), Samanta Piccinetti (signora Furno), Ernesto Parisi (direttore del carcere), Francesco Baffo (Bartolomeo "Bart" Bonacina), Valerio Budetti (Michele Baldini)
- Ascolti Italia - 3 975 000 telespettatori, 22,9% share[10]